# Algorithme de Casteljau
 (juin 2015).
Si vous disposez d'ouvrages ou d'articles de référence ou si vous connaissez des sites web de qualité traitant du thème abordé ici, merci de compléter l'article en donnant les références utiles à sa vérifiabilité et en les liant à la section « Notes et références ».
L'algorithme de Casteljau est un algorithme récursif inventé par Paul de Casteljau pour approximer efficacement les polynômes écrits dans la base de Bernstein.
Cet algorithme peut être utilisé pour dessiner des courbes et des surfaces de Bézier. L'idée principale dans ce cas repose sur le fait qu'une restriction d'une courbe de Bézier est aussi une courbe de Bézier. L'algorithme calcule de manière efficace le point de paramètre {\displaystyle t=T} et les points de contrôle des courbes de la restriction à {\displaystyle t\leqslant T} et à {\displaystyle t\geqslant T}. On applique alors de nouveau l'algorithme sur les deux restrictions jusqu'à réaliser un critère donné (celui-ci peut être, par exemple, que la précision soit inférieure au pixel).
Cet algorithme semble ne plus être le plus efficace[réf. nécessaire] car il ne permettrait pas d'utiliser l'antialiasing étant donné qu'il travaille pixel par pixel et ne donne pas d'information sur la tangente.

## Historique
Historiquement, c'est avec cet algorithme que les travaux de M. de Casteljau commençaient en 1959 chez Citroën. Ils étaient publiés comme des rapports techniques, tenus très au secret par Citroën.
Ces travaux restèrent inconnus jusqu'en 1975 quand W. Böhm en a pris connaissance et les a rendu public. Cet algorithme a été très utile pour l'informatique qui utilise les courbes de Bézier dans de nombreux cas (logiciels de dessin, de modélisation…), et sans lequel le développement de l'utilisation des courbes de Pierre Bézier n'aurait pas pu se faire.

## L'algorithme de calcul d'un point

### Principe
Considérons une courbe de Bézier définie par les points de contrôles {\displaystyle P_{0},\dots ,P_{N}}, où les {\displaystyle P_{i}} sont des points de {\displaystyle \mathbb {R} ^{m},m\geqslant 2}. Ici on souhaite simplement calculer le point de paramètre {\displaystyle t\in [0,1]}.

Principe de l'algorithme de Casteljau

Comme on peut le voir sur l'image, en calculant les barycentres de paramètres {\displaystyle \{t,1-t\}} des points de contrôle consécutifs de la courbe, puis les barycentres de même paramètres de ces barycentres et ainsi de suite itérativement, on définit de cette manière une suite de listes de points que l'on va indexer {\displaystyle P_{i}^{j}}, où {\displaystyle P_{i}^{j}} est le barycentre de {\displaystyle \{P_{i}^{j-1},P_{i+1}^{j-1}\}}. La dernière liste ne contient en fait qu'un point, qui est le point de la courbe de paramètre {\displaystyle t}.

### Algorithme
En pseudo-code, ceci donne:
```
 // Calcul des points intermédiaires
 Pour j de 1 à N faire
 |
 | Pour i de 0 à N-j faire
 | |
 | | T[i][j] = t*T[i+1][j-1] + (1-t)*T[i][j-1]
 | |
 |
 Afficher T[0][N] // Afficher (ou stocker) le point
```

### Éléments de preuve de l'algorithme
Pour démontrer l'algorithme, il faut prouver par récurrence limitée que
{\displaystyle \forall i\in \{0,1,...,n\},\forall t\in [0,1],B(t)=\sum _{k=0}^{n}P_{k}^{0}B_{k}^{n}(t)=\sum _{k=0}^{n-i}P_{k}^{i}B_{k}^{n-i}(t)}
Et d'appliquer la formule en {\displaystyle i=n}, ce qui nous donne le résultat directement.
La récurrence se démontre facilement en utilisant la propriété de construction des points {\displaystyle P_{i}^{j}=(1-t)P_{i}^{j-1}+tP_{i+1}^{j-1}} pour séparer la somme en deux, puis en faisant un changement d'indice et en utilisant une propriété des polynômes de Bernstein {\displaystyle B_{i}^{n}(t)=(1-t)B_{i}^{n-1}(t)+tB_{i-1}^{n-1}(t)} pour regrouper les deux sommes. Pour réintégrer les cas particuliers, il faut utiliser deux autres propriétés des polynômes de Bernstein: {\displaystyle B_{n}^{n}(t)=t^{n}=tB_{n-1}^{n-1}} et {\displaystyle B_{0}^{n}(t)=(1-t)^{n}=(1-t)B_{0}^{n-1}}

### Complexité
L'exécution d'une étape de l'algorithme est quadratique en nombre de points de contrôle de la courbe (la boucle imbriquée donne lieu à {\displaystyle {\mathcal {O}}(N^{2})} opérations).

## L'algorithme dans le cas de courbes de Bézier
Considérons encore une courbe de Bézier définie par les points de contrôles {\displaystyle P_{0},\dots ,P_{N}}, où les {\displaystyle P_{i}} sont des points de {\displaystyle \mathbb {R} ^{m},m>=2}.

### Principe
On va ici appliquer l'algorithme précédent pour trouver le point de paramètre {\displaystyle 1/2}, et conserver les barycentres intermédiaires. En effet, la courbe de Bézier de points de contrôle {\displaystyle P_{0}^{i},i\in [0,N]} est égale à la restriction de la courbe originale à {\displaystyle t\leqslant 1/2}, et la courbe de Bézier de points de contrôle {\displaystyle P_{i}^{N-i},i\in [0,N]} est égale à la restriction de la courbe originale à {\displaystyle t\geqslant 1/2}.
On affiche ou mémorise le point de paramètre {\displaystyle 1/2} (qui est {\displaystyle P_{0}^{N}}) et applique récursivement l'algorithme sur les deux courbes (de même nombre de points de contrôle que l'originale). On s'arrête quand un critère à choisir est vérifié (typiquement la distance entre les points inférieure à une limite).
Plutôt que le paramètre {\displaystyle 1/2}, on pourrait prendre un paramètre quelconque et l'algorithme fonctionnerait encore, mais le paramètre {\displaystyle 1/2} est celui qui converge en moyenne le plus rapidement.
Le paramètre {\displaystyle 1/2} est aussi celui pour lequel les calculs sont les plus rapides quand l'on travaille en coordonnées entières : le calcul de chaque barycentre se fait par une addition et un décalage à droite pour chaque coordonnée, c'est-à-dire sans multiplication ni division.

### Algorithme
- Initialisation: affecter le tableau des points de contrôle dans les {\displaystyle P_{i}^{0}}
- Voir que le critère d'arrêt n'est pas vérifié: il y a plusieurs possibilités dont :
  - Si on fait tous les calculs avec des nombres entiers, un choix peut être de s'arrêter lorsque tous les points sont confondus. (c'est-à-dire que la courbe n'est représentée que par un seul pixel).
  - Si le calcul n'est pas fait sur des nombres entiers, on peut s'arrêter quand les points sont distants d'une distance inférieure à une valeur choisie.
  - On effectue M itérations puis on relie les points obtenus (c'est-à-dire que l'on trace le polygone de Bézier), M étant déterminé empiriquement.
- Calcul des points intermédiaires de l'algorithme : il y a deux méthodes possibles qui donnent finalement les mêmes points :
  - Méthode constructive (en construisant une suite de milieux): On définit itérativement les points {\displaystyle P_{0}^{1},\dots ,P_{N-1}^{1},P_{0}^{2},\dots ,P_{N-2}^{2},\dots ,P_{0}^{N-1},P_{1}^{N-1},P_{0}^{N}} tels que {\displaystyle P_{i}^{j}} soit le milieu de {\displaystyle [P_{i}^{j-1}P_{i+1}^{j-1}]}
  - Méthode matricielle (en construisant directement les points comme barycentre, les coefficients étant donnés par les matrices de Casteljau) :

{\displaystyle {\begin{pmatrix}P_{0}^{0}\\\vdots \\P_{0}^{N}\end{pmatrix}}=D_{0}^{N}*{\begin{pmatrix}P_{0}^{0}\\\vdots \\P_{N}^{0}\end{pmatrix}}} et {\displaystyle {\begin{pmatrix}P_{0}^{N}\\\vdots \\P_{N}^{0}\end{pmatrix}}=D_{1}^{N}*{\begin{pmatrix}P_{0}^{0}\\\vdots \\P_{N}^{0}\end{pmatrix}}}
- Mémorisation: on mémorise le point {\displaystyle P_{0}^{N}} qui est sur la courbe.
- Appel récursif: on appelle l'algorithme sur les deux courbes de Bézier intermédiaires définies par les points {\displaystyle P_{0}^{i},i\in [0,n]} d'une part, {\displaystyle P_{i}^{n-i},i\in [0,n]} d'autre part.

Voici un exemple d'implémentation de l'algorithme en pseudo-code avec pour critère d'arrêt l'égalité des points (on travaille donc sur des entiers) et la construction constructives pour calculer les points intermédiaires :
```
 Entrée : tableau T[0][0…N] des coordonnées des points de contrôle.
```

```
 Si T[0][0] = T[0][1] = … = T[0][N]	//si le critère d'arrêt est vérifié on s'arrête
 alors
 |
 | fin
 |
 Sinon  //pour dessiner
 |
 | // Calcul des points intermédiaires
 | Pour i de 1 à N faire
 | |
 | | Pour j de 0 à N-i faire
 | | |
 | | | T[i][j] = milieu de T[i-1][j] T[i-1][j+1]
 |
 | Afficher T[N][0] // Afficher (ou stocker) le point milieu
 |
 | // Construction des courbes restreintes
 | Pour i de 0 à N faire
 | |
 | | T'[i] = T[i][0]
 | | T"[i] = T[N-i][i]
 |
 | // Appel récursif
 | de_Casteljau(T')
 | de_Casteljau(T")
```

### Complexité
Si on prend comme critère d'arrêt un nombre d'appels récursifs constant, comme le nombre de points de contrôle est constant pendant les appels récursifs reste constant et qu'à chaque étape de récursion on double le nombre de courbes étudiées, la complexité de l'algorithme est en {\displaystyle {\mathcal {O}}(N^{2}*2^{M})} avec {\displaystyle M} le nombre de récursions (mais il est linéaire en nombre de points calculés car pour {\displaystyle M} itérations il y a {\displaystyle 2^{M}} points calculés).

## L'algorithme dans le cas de surfaces de Bézier
Une surface de Bézier est définie par une double somme de points:
{\displaystyle P(t_{1},t_{2})=\sum _{i=1}^{m}\sum _{j=1}^{n}P_{i,j}B_{m}^{i}(t_{1})B_{n}^{j}(t_{2})}
Le principe de l'algorithme est de réécrire la formule sous la forme:
{\displaystyle P(t_{1},t_{2})=\sum _{i=1}^{m}B_{m}^{i}(t_{1})\left(\sum _{j=1}^{n}P_{i,j}B_{n}^{j}(t_{2})\right)}
et en renommant {\displaystyle Q_{i}(t_{2})=\sum _{j=1}^{n}P_{i,j}B_{n}^{j}(t_{2})}, on obtient
{\displaystyle P(t_{1},t_{2})=\sum _{i=1}^{m}Q_{i}(t_{2})B_{m}^{i}(t_{1})}
En remarquant que les {\displaystyle Q_{i}(t_{2})} sont des points de courbes de Bézier, le principe de l'algorithme arrive. À chaque itération de l'algorithme
- calculer les points {\displaystyle Q_{i}(1/2)} et les restrictions des courbes de Bézier pour chaque {\displaystyle i} par l'algorithme de Casteljau sur les courbes
- calculer puis afficher/stocker les points de la courbe de Bézier de points de contrôle les {\displaystyle Q_{i}(1/2)} par l'algorithme de Casteljau sur les courbes
- appliquer récursivement l'algorithme sur les deux surfaces obtenues en regroupant les restrictions pour {\displaystyle t_{2}\leqslant 1/2} et {\displaystyle t_{2}\geqslant 1/2}